# Anthicus subanguliceps
Anthicus subanguliceps es una especie de coleóptero de la familia Anthicidae.

## Distribución geográfica
Habita en Camboya.